# Clermont (Géorgie)
Pour les articles homonymes, voir Clermont.
Clermont est une ville américaine située dans le comté de Hall, en Géorgie. Selon le recensement de 2020, sa population est de 1 021 habitants.